# 남수단 국가 올림픽 위원회
남수단 국가 올림픽 위원회(영어: South Sudan National Olympic Committee)는 남수단를 대표하는 국가 올림픽 위원회이다. IOC 코드는 SSD이다. 본부는 주바에 있으며 아프리카 국가 올림픽 위원회 연합에 소속되어 있다.
2015년에 설립되었으며 같은 해에 국제 올림픽 위원회의 승인을 받았다. 올림픽, 올아프리카 게임을 비롯한 국제 스포츠 대회에 참가하는 남수단의 선수들을 대표한다.